# Fulla de banana

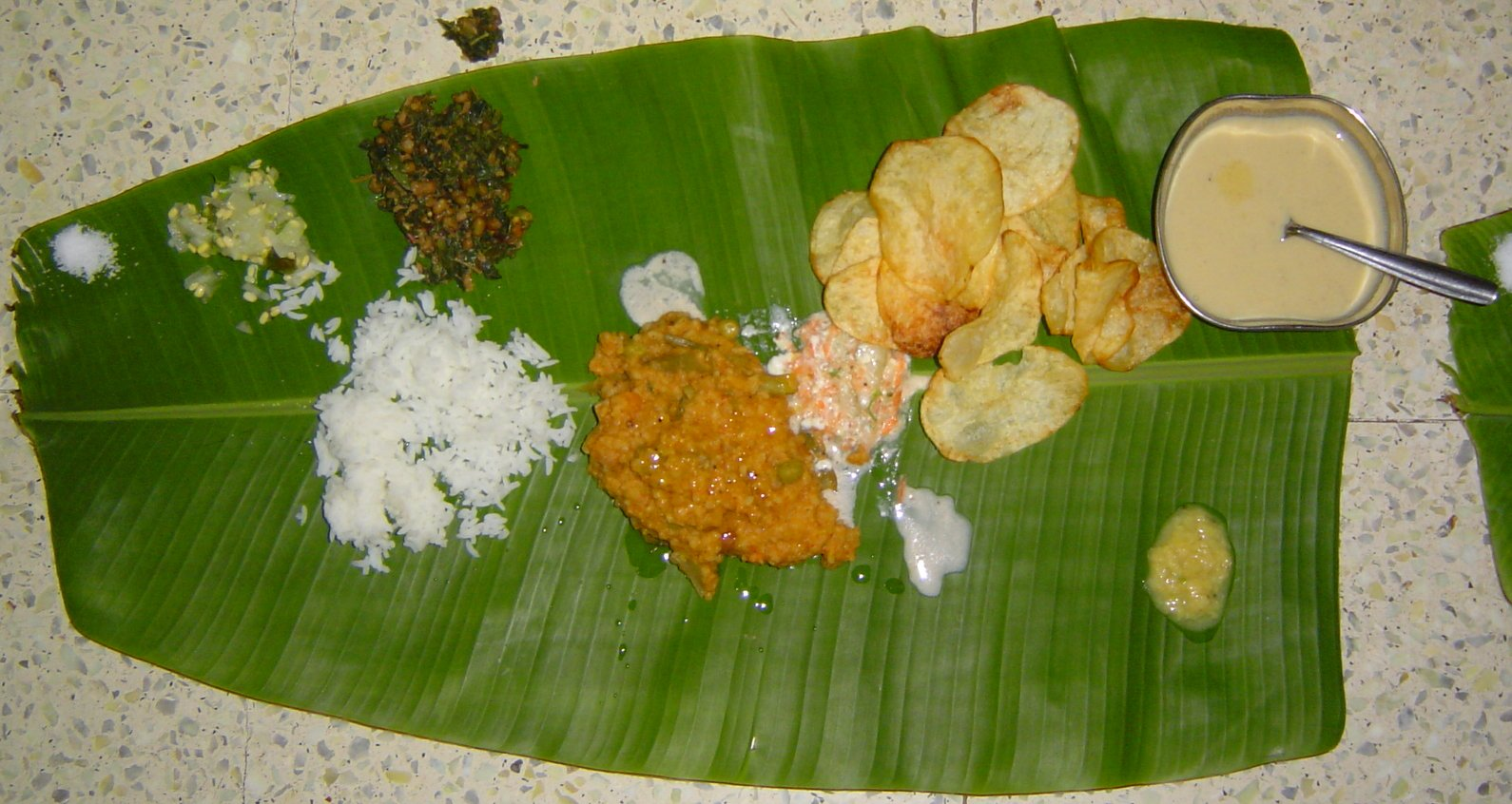
Dinar procedent de Karnataka, Índia, servit en una fulla de banana.

La fulla de banana  és un fulla de la planta del bananer (Musa × paradisiaca). Se sol emprar com a element decoratiu en certes cerimònies en les cultures hindú i budista. S'empra generalment com un plat en el qual se solen posar alguns aliments; és molt freqüent en el sud de l'Índia, sense oblidar els països de Llatinoamèrica i el Carib: a Veneçuela s'utilitza per embolicar les hallacas i a Mèxic per als tamales d'Oaxaca i de Chiapas.

## Usos

### Cerimonial
Les fulles de banana són emprades predominantment pels hindús i pels budistes com un element decoratiu en les funcions d'auspici, unions matrimonials tant a l'Índia com al Sud-est d'Àsia, i s'empra també com saboritzant. Els indis creuen que les fulles de banana proporcionen un sabor característic als plats que s'hi posen al damunt.

### Gastronòmic
La cuina meridional de l'Índia se sol servir per regla general en fulles de banana. Algunes receptes índies i khmer empren les fulles de banana com a recipient per quan es fregeix i posteriorment es lleven per retenir els sabors. A Mèxic, l'embolcall en fulla de plàtan diferencia als tamales Oaxaca dels altres tamales del país, que s'emboliquen en fulla de blat de moro. A Veneçuela també s'utilitza el fulla de plàtan per embolicar les hallacas, menjar típic nadalenc. A Colòmbia és àmpliament usada com embolcall dels tamales, menjar típic a totes les regions del país. A Hondures s'utilitza el fulla de plàtan per embolicar tamales de pollastre o de porc.

### Industrial
Fora del seu ús decoratiu i gastronòmic, la fulla de banana també s'utilitza com alimentació per al bestiar. En molts casos s'usa com a element de fermentació de les granes de cacau durant l'elaboració de la xocolata.